# رسم مركب للوجه

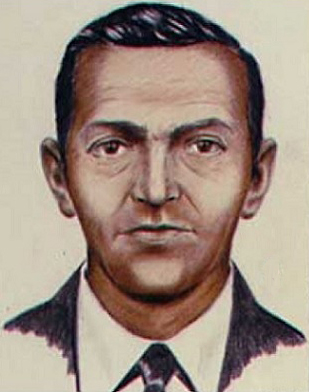
رسم مركب لـ DB Cooper ، الذي خطف طائرة في عام 1971

الرسم المركب للوجه هو تمثيل رسومي لذكريات شهود عيان واحد أو أكثر للوجه ، كما سجلها فنان رسوم الوجه المركب. تُستخدم الرسوم المركبة للوجه بشكل أساسي من قبل الشرطة في تحقيقاتها في الجرائم (الخطيرة عادةً). تستخدم هذه الصور لإعادة بناء وجه المشتبه به على أمل التعرف عليه. يمكن أيضًا استخدام إعادة بناء شكل الوجه في الدراسات الأثرية للحصول على تصور لمومياوات قديمة أو بقايا بشرية. 

## الطُرق

### رسم يدوي
يتم تنفيذ بناء المركب لشكل الوجه في الأصل فقط من قبل فنان مدرب ، من خلال الرسم أو الاسكتش أو الرسم بالالوان ، بالتشاور مع شاهد أو ضحية جريمة. يدعي مكتب التحقيقات الفيدرالي (FBI) أن الرسم اليدوي هو طريقته المفضلة لبناء رسم مركب للوجه. 

### الاختيار القائم على الميزة
تعتمد الأنظمة المستندة إلى الميزات بشكل أساسي على اختيار الميزات الفردية بمعزل عن غيرها. يتم تحديد ملامح الوجه الفردية (العيون والأنف والفم والحواجب وما إلى ذلك) واحدة تلو الأخرى من قاعدة بيانات كبيرة ثم يتم "تراكبها" إلكترونيًا لعمل الصورة المركبة. يسمح ذلك بإنشاء الصور في حالة عدم توفر المواهب الفنية المناسبة.
كانت هذه الأنظمة في الأصل ميكانيكية ، باستخدام رسومات أو صور فوتوغرافية مطبوعة على ألواح خلات شفافة يمكن تركيبها على بعضها البعض لإنتاج الصورة المركبة.
كان أول نظام من نوعه هو "Identikit" الذي يعتمد على الرسم والذي تم تقديمه في الولايات المتحدة في عام 1959. 
تم تقديم نظام التصوير الفوتوغرافي "Photofit" في المملكة المتحدة في عام 1970. 
الأنظمة الحديثة تعتمد على البرامج. تشمل الأنظمة الشائعة برنامج SketchCop FACETTE Face Design System و Identi-Kit 2000 و FACES و E-FIT و PortraitPad.
تقنية ويلكر لإعادة بناء الوجه

تم إنشاء هذه التقنية لتحديد عمق أنسجة وجه الإنسان.  ويلكر ، تمكن من قياس عمق أنسجة وجه الإنسان عن طريق إدخال شفرات جراحية في مناطق مختلفة من الوجه.  كان قادرًا على تحديد مناطق الوجه التي تحتوي على أكبر قدر من عمق الأنسجة.  في ثمانينيات وتسعينيات القرن التاسع عشر ، تمكن رجل يُدعى ويلهايم من تطوير تقنية ويلكر لإعادة بناء الوجه.  استخدم إبرًا أرق لتحقيق قياس أكثر دقة ودقة للعمق ، بدلاً من استخدام شفرة جراحية ضخمة يمكن أن تشوه الأنسجة المحيطة. 

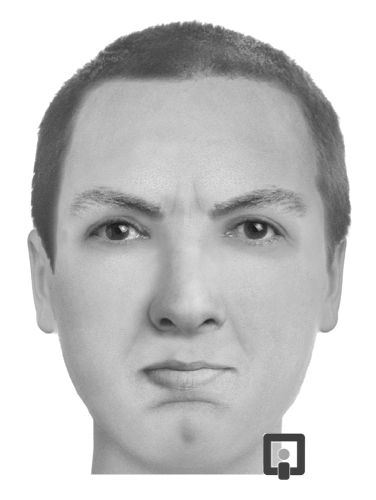
مركب وجه من إنتاج برنامج FACES
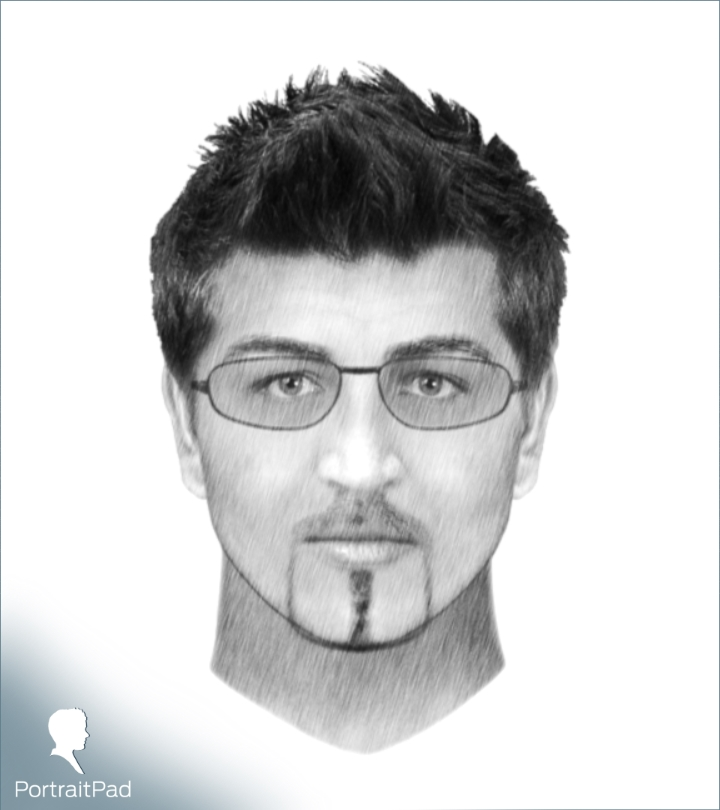
مركب وجه من إنتاج برنامج PortraitPad

### الأنظمة التطورية
يمكن وصف الأنظمة التطورية على نطاق واسع بأنها شاملة أو عالمية من حيث أنها تحاول في المقام الأول خلق تشابه مع المشتبه به من خلال آلية تطورية تتقارب فيها استجابة الشاهد لمجموعات الوجوه الكاملة (وليس السمات فقط) نحو صورة دقيقة بشكل متزايد.
تم تقديم هذه الأنظمة في العقد الأول من القرن الحادي والعشرين ، وتجد استخدامًا متزايدًا من قبل قوات الشرطة.   
نشأ العديد من هذه الأنظمة في الأوساط الأكاديمية: EFIT-V ( جامعة كنت ) ،  EvoFIT  ( جامعة ستيرلنغ ، وجامعة سنترال لانكشاير ، وجامعة وينشستر ) ،  و ID ( جامعة كيب تاون ).
أشارت محاكمة ميدانية للشرطة في عام 2012 إلى أن EvoFIT يؤدي مباشرة إلى اعتقال مشتبه به ثم إدانته في 29٪ من القضايا. 

## إستعمال
ي حين أن الاستخدام الكلاسيكي لمركب الوجه هو إدراك المواطن للوجه باعتباره أحد معارفه ، إلا أن هناك طرقًا أخرى يمكن أن يكون فيها مركب الوجه مفيدًا. يمكن لمركب الوجه أن يساهم في إنفاذ القانون بعدة طرق:
1. تحديد المشتبه به في ملصق مطلوب .
2. أدلة إضافية ضد المشتبه به.
3. مساعدة التحقيق في فحص الخيوط.
4. تحذير السكان الضعفاء من المجرمين المتسلسلين.

تم استخدام تقنية تركيبات الوجه من أنواع مختلفة على نطاق واسع في تلك البرامج التلفزيونية التي تهدف إلى إعادة بناء الجرائم الرئيسية التي لم يتم حلها بهدف الحصول على معلومات من أفراد الجمهور ، مثل أكثر المطلوبين في أمريكا في الولايات المتحدة و Crimewatch في المملكة المتحدة.

## حالات ملحوظة
هذه الحالات الملحوظة لها مكونات وجه تساعد في التعرف على الجاني:
- مفجر أوكلاهوما سيتي تيموثي ماكفي .
- Niklas Lindgren ، المعروف أيضًا باسم "Hagamannen" ، اعتداء جنسي متسلسل في أوميو ، السويد.
- باتون روج القاتل المتسلسل ديريك تود لي .